# Lauren London
Lauren Nicole London (Los Ángeles, California; 5 de diciembre de 1984) es una actriz, modelo y personalidad de televisión estadounidense.

## Biografía
Inició su carrera apareciendo en vídeos musicales de artistas como Jay-Z, Ludacris, Snoop Dogg y Pharrell, para luego dar el salto al cine y la televisión. Tuvo una hija con el rapero Lil Wayne y su matrimonio acabó en el 2004. London logró reconocimiento de la crítica con su actuación en la película de 2006 ATL, al igual que por su participación en las series de televisión 90210 y Entourage. Otros de sus créditos en cine incluyen filmes como I Love You, Beth Cooper (2009), Baggage Claim (2013), The Perfect Match (2016) y Sin remordimientos (2021).

## Filmografía

### Cine
| Año  | Título                   | Rol                     |
| ---- | ------------------------ | ----------------------- |
| 2006 | ATL                      | Erin "New New" Garnett  |
| 2007 | This Christmas           | Melanie 'Mel' Whitfield |
| 2009 | I Love You, Beth Cooper  | Cameron "Cammy" Alcott  |
| 2009 | Next Day Air             | Ivy                     |
| 2009 | Good Hair                | Ella misma              |
| 2011 | Madea's Big Happy Family | Renee                   |
| 2013 | Baggage Claim            | Sheree Moore            |
| 2016 | The Perfect Match        | Ginger                  |
| 2021 | Sin remordimientos       | Pamela                  |
| 2021 | You People               | Amira Mohammed          |